# Marie Huot (1846-1930)
Pour les articles homonymes, voir Marie Huot et Huot.
Marie Huot, née le 28 juin 1846 à Tonnerre (Yonne, France) et morte le 13 avril 1930 dans le 4e arrondissement de Paris, est une poétesse, femme de lettres, journaliste, féministe, libertaire, néomalthusienne, antispéciste et militante pour les droits des animaux.

## Biographie
Marie Huot, née en 1846, Mathilde Marie Constance Ménétrier, a épousé en 1869 Anatole Théodore Marie Huot, éditeur de la revue gauchiste parisienne, L'Encyclopédie Contemporaine Illustrée . Elle était également une amie proche du peintre suédois et mystique soufi Ivan Aguéli à qui elle dédiera ses poèmes symbolistes, Le missel de Notre-Dame des Solitudes.
Marie Huot, comme d'autres des premières féministes libertaires françaises, combat le système patriarcal qu'elle considère opprimer à la fois les femmes et les animaux. Elle souligne dans ses écrits les similitudes entre les violences subies par les deux groupes et, par des actions concrètes, s'oppose à la médecine expérimentale violente pratiquée par des hommes sur les animaux et les femmes. Pour elle, la convergence des luttes féministes et animales est évidente. Végétalienne, Marie Huot s'est surtout fait connaître en raison de ses actions activistes spectaculaires :
- Au collège de France, en 1883, elle agresse le scientifique mauricien Charles-Édouard Brown-Séquard avec une ombrelle, au cours d'une vivisection sur un singe[3];
- En 1886, elle interrompt une lecture faisant l'apologie du traitement antirabique de Louis Pasteur à l’université de la Sorbonne, parce que ce traitement implique des expérimentations sur des animaux (chiens et lapins) mais surtout parce qu'il implique aussi des expérimentations humaines qui se soldent par une augmentation de la mortalité humaine par rage[4] ;
- Elle aide son ami suédois Ivan Aguéli dans l'attaque à main armée qu'il perpétue à l'encontre de deux matadors à Deuil en région parisienne, le 4 juin 1900, et qui s’inscrit dans un mouvement d’opposition à la tauromachie qui touche les milieux républicains radicaux depuis les années 1850[5].

Néo-malthusienne radicale, c’est à Marie Huot que l’on doit l’expression « grève des ventres », ainsi que la première conférence publique, en 1892, en faveur d'une limitation des naissances drastique. Dans cette conférence, qui sera publiée en 1909 sous le titre Le Mal de vivre, Marie Huot, en véritable préfiguratrice du VHEMT, prône la disparition volontaire de l’espèce humaine par refus de procréer, à la fois par compassion pour les souffrances de celle-ci et pour celles qu’elle inflige aux autres animaux. Marie Huot défend également le droit à l'avortement, considérant la maternité comme un choix conscient essentiel à la transformation sociale. Elle partage cette vision avec Paul Robin, pédagogue et féministe proche du mouvement anarchiste, et rejette l'idée des enfants comme futurs soldats anonymes. Son engagement est résumé dans son article "Maternité" publié dans l'En Dehors de Zo d’Axa.
Paul Léautaud décrit dans son Journal à la date du 14 avril 1930, les derniers jours de Marie Huot (« Mme Huot est morte à l’hôpital de la Charité, hier dimanche, vers 6 heures et demie du soir, après une agonie de trois ou quatre jours. ») et en dresse un court portrait. Voir également la lettre datée du 23 avril 1930 que Paul Léautaud a adressé à Madame Aurel qui avait besoin de renseignements sur Marie Huot.

## Œuvre
- "Missel de Notre-Dame des Solitudes", Paris, Sansot, 1908 (Préface de Rachilde).
- "Le mal de vivre", Paris, Génération Consciente, 1909 (lire en ligne)